# Ai Sugiyama
Pour les articles homonymes, voir Sugiyama.
Ai Sugiyama (杉山 愛, née le 5 juillet 1975 à Tokyo) est une joueuse de tennis japonaise, professionnelle de 1992 à 2009, la meilleure de son pays depuis Kimiko Date.
Constamment présente parmi les 30-40 meilleures joueuses du monde en simple pendant 13 années consécutives, elle compte de nombreuses victoires face à des top 10 et notamment face à d'anciennes numéros 1 mondiales parmi lesquelles Steffi Graf, Martina Hingis, Lindsay Davenport, Kim Clijsters, Justine Henin, Jennifer Capriati, Arantxa Sánchez Vicario, ou encore Dinara Safina. Elle a disputé son dernier match en simple le 28 septembre 2009 au premier tour de l'Open de Tokyo face à la Russe Nadia Petrova.
Depuis sa retraite, elle couvre l'actualité du circuit ATP et WTA lors des tournois du Grand Chelem pour la télévision japonaise tout en s'occupant de sa propre académie de tennis au Japon.

## Carrière tennistique
Elle s'est particulièrement illustrée en double dames, où elle a été numéro un mondiale pendant 45 semaines (première accession le 23 octobre 2000) et a remporté 39 titres dont quatre en Grand Chelem, avec notamment ses partenaires favorites Julie Halard, Kim Clijsters et Daniela Hantuchová.
En simple, elle a gagné six tournois et a atteint la 8e place mondiale le 9 février 2004. Elle a également disputé deux fois les quarts de finale en tournois du Grand Chelem : l'Open d'Australie (en 2000) et Wimbledon (en 2004).
Elle détient longtemps le record absolu du nombre de tournois du Grand Chelem disputés consécutivement en simple dames, avec 62 participations entre 1994 et 2009, chiffre amélioré en 2022 par Alizé Cornet. 
Elle fut la première joueuse de tennis asiatique (hommes et femmes confondus) à atteindre la première place mondiale en junior (en mai 1991) et par la suite en double (en octobre 2000). Par ailleurs, elle fut la deuxième joueuse asiatique à intégrer le top 10 en simple (en février 2004), dix ans après Kimiko Date-Krumm.

### Débuts sur le circuit WTA (1991-1994)
Ai Sugiyama débute sur le circuit en 1991 à 15 ans, où elle échoue en qualifications de l'Open d'Australie. Elle passe la saison sur le circuit secondaire, le circuit ITF mais également sur le circuit junior. Elle se qualifie pour la première fois pour un tournoi WTA en 1992 à Osaka en étant classée no 554 mondiale. Elle y remporte son premier match mais s'incline au second tour face à la meilleure joueuse japonaise de tennis de l'époque, Kimiko Date-Krumm. Cette performance lui permet de gagner plus de 200 places au classement. Cependant c'est surtout sur le circuit ITF qu'elle s'illustre en remportant un premier tournoi à Raonoke. Elle finit la saison 183e mondiale. En 1993, elle échoue au dernier tour des qualifications à l'Open d'Australie. Elle parvient à se qualifier à Tokyo et rencontre Martina Navrátilová, lui prenant un set. Elle se qualifie pour la première fois à un tournoi du Grand Chelem à Wimbledon mais échoue au premier tour face à Gigi Fernández (3-6, 6-3, 6-3). Elle atteint la finale d'un tournoi ITF mais ne remporte aucun titre.
En 1994, elle réalise sa première performance à Osaka où elle rallie les demi-finales battue par Iva Majoli (7-5, 7-5) puis se qualifie pour le tournoi de Miami. Elle se qualifie à nouveau pour Wimbledon mais est éliminée par sa compatriote no 6 mondiale, Kimiko Date-Krumm (6-3, 7-6). Elle dispute sa première finale à Surabaya. Alors qu'elle remporte le premier set, elle abandonne après le second. Une performance qui l'amène pour la première fois dans le top 100 en fin de saison, 72e.

### Progression constante (1995-1998)
Ai Sugiyama entre directement dans le tableau final de l'Open d'Australie mais est éliminée dès le premier tour par Sawamatsu. Elle se fait remarquer à Roland-Garros où elle élimine la no 14 mondiale, Helena Suková, au premier tour (4-6, 6-3, 9-7). Puis elle élimine facilement Laurence Courtois puis Jolene Watanabe-Giltz. Elle accède à la seconde semaine d'un Grand Chelem pour la première fois. Cependant son parcours s'arrête en huitièmes, battue par Chanda Rubin. Elle est stoppée au premier tour de Wimbledon et au second tour de l'US Open. Elle réalise sa meilleure performance à Oakland où elle élimine Irina Spîrlea puis Zina Garrison, joueuse du top 30 avant de passer Lindsay Davenport sans jouer. Elle se retrouve en finale mais s'incline face à Magdalena Maleeva (6-3, 6-4).
Elle commence bien la tournée australienne 1996, elle va jusqu'au troisième tour à l'Open d'Australie. Elle y élimine Radka Zrubáková et Alexia Dechaume. Elle rend les armes au tour suivant face à sa compatriote, 15e tête de série Naoko Sawamatsu. Elle confirme au tournoi d'Indian Wells en atteignant encore le troisième tour en éliminant la tête de série no 16, Lisa Raymond. Elle ne va pas plus loin, battue par la no 2 mondiale Conchita Martínez. Elle confirme sa progression à Miami où elle élimine Jana Novotná no 10 mondiale au troisième tour, mais s'incline en huitièmes face à Irina Spirlea. Éliminée au premier tour de Roland Garros, elle réalise à nouveau une performance de choix à Wimbledon en écartant Helena Suková no 25 mondiale mais surtout Anke Huber au troisième tour alors no 5 mondiale. Elle est éliminée en huitièmes face à Mary Joe Fernández malgré le gain du deuxième set 6-1. Elle atteint la 23e place à la WTA. La fin de saison est moins convaincante.
La Japonaise commence 1997 de belle manière en atteignant la finale du tournoi de Gold Coast. Elle est éliminée au deuxième tour à l'Open d'Australie, comme à Indian Wells où elle est écartée par une jeune Américaine, Venus Williams. Elle remporte son premier titre WTA à Tokyo en battant Amy Frazier en finale. Son parcours en Grand Chelem est plus difficile, dû à des tirages compliqués. Elle est éliminée au deuxième tour de Roland Garros, au premier de Wimbledon et deuxième à l'US Open. Elle finit l'année sur une bonne performance en étant finaliste à Moscou après avoir éliminé 4 joueuses du top 25 avant de s'incliner face à Novotná (6-3, 6-4).
Elle s'adjuge Gold Coast en 1998 sans perdre un set. Elle obtient le titre en simple et en double. En simple, elle élimine Magdalena Maleeva, Catherine Barclay, Sarah Pitkowski, Wang Shi-ting et María Vento-Kabchi. En double elle est associée à Elena Likhovtseva. Elles y battent la paire Park Sung-hee - Wang Shi-ting en finale. Elle atteint les demis à Sydney, battue par Venus Williams. Puis elle arrive jusqu'aux huitièmes de l'Open d'Australie où elle est tête de série numéro 16. Elle y élimine María Antonia Sánchez, puis sa compatriote Miho Saeki et enfin Magdalena Grzybowska. Elle tombe au tour suivant face à Arantxa Sánchez. Poursuivant sa progression, elle atteint le troisième tour d'Indian Wells. Elle s'adjuge l'Open du Japon en tête de série no 1. Elle démarre de belle manière la saison sur terre battue en se qualifiant pour les quarts de finale aux dépens d'Amanda Coetzer, no 4 à la WTA, au tournoi de Berlin mais est sortie par la spécialiste Conchita Martínez. Elle est étrillée au second tour de Roland Garros à nouveau par Venus Williams (6-0, 6-2). Elle déçoit à Wimbledon où elle est éliminée dès son entrée en lice contre Plischke. Elle se rattrape en sortant Steffi Graf à San Diego. Elle abandonne malheureusement au deuxième tour de l'US Open et termine sa saison 18e joueuse mondiale après avoir été no 16.

### Tassement des performances et absence de titre en simple, mais titre en double mixte à l'US Open (1999-2001)
Ses performances en 1999 sont correctes mais en deçà de l'année précédente. Elle quitte prématurément l'Open d'Australie au premier tour, sortie par Amy Frazier. Elle est en finale à l'Open du Japon, sa seule finale de la saison, à nouveau battue par Amy Frazier (6-2, 6-2). Sa saison sur terre battue est relativement décevante malgré sa victoire au premier tour face à Amanda Coetzer à Roland Garros, elle perd au tour suivant 11-9 au troisième set. Elle perd au même stade à Wimbledon. Elle réalise quelques coups d'éclat comme face à Mary Pierce, no 6, à San Diego et Moscou, ou contre Jana Novotná, no 7, à Toronto et Julie Halard, no 8, à Tokyo sans pour autant confirmer les tours suivants. Elle obtient néanmoins son premier titre en double aux côtés de l'Indien Mahesh Bhupathi lors de l'US Open.  
En 2000, l'année commence bien pour Ai Sugiyama puisqu'après avoir posé des problèmes à Amélie Mauresmo à Sydney (6-7, 6-0, 7-6), elle réalise son premier quart de finale en Grand Chelem à l'Open d'Australie. Elle élimine d'abord Magdalena Maleeva (7-6, 7-6) puis Adriana Rikl Gersi (6-1, 6-4) et Åsa Svensson (6-4, 4-6, 6-3) avant d'affronter Mary Pierce. Elle écarte la no 5 mondiale (7-5, 6-4) mais se fait corriger par Jennifer Capriati au tour suivant (6-0, 6-2). Elle atteint également les huitièmes de finale à Roland Garros, battue par la future finaliste Conchita Martínez. Elle est éliminée par Venus Williams au deuxième tour de Wimbledon. Le reste de la saison est décevant, elle ne passe plus le deuxième tour et chute dans le classement. Elle atteint tout de même la place de no 1 en doubles.
En double, elle choisit la Française Julie Halard comme partenaire de doubles. Une collaboration payante car elles remporteront sept titres cette année-là dont un tournoi du Grand Chelem à l'US Open. Lors de ce tournoi, elles sont têtes de série numéro 2. Elles y éliminent les paires Sandra Nacuk - Tina Pisnik, Květa Hrdličková - Barbara Rittner, Tina Križan - Irina Selyutina, Anke Huber - Barbara Schett, Els Callens - Dominique Monami et enfin Cara Black - Elena Likhovtseva. C'est son premier titre en majeur toutes disciplines confondues.
Elle perd tous ses points à l'Open d'Australie 2001, tombant d'entrée face à Amélie Mauresmo et est 49e mondiale. Elle se rattrape avec un quart de finale à Tokyo puis un huitième à Indian Wells battue par la jeune prodige Kim Clijsters. Elle rate son tournoi à Roland Garros, sortie d'entrée contre une qualifiée, Petra Mandula. Elle est alors en dehors du top 50, une première depuis 1995. Elle est éliminée au troisième tour de Wimbledon par Sandrine Testud puis prend sa revanche face Kim Clijsters à San Diego. Sa fin de saison est correcte avec un deuxième tour à l'US Open et une demi-finale à l'Open du Japon.

### Apogée (2002-2004)
Le début de saison 2002 d'Ai Sugiyama est bon sans être exceptionnel. Elle est notamment éliminée sèchement au troisième tour de l'Open d'Australie par la no 69 mondiale Janette Husárová (6-2, 6-3), en demi-finale à Memphis par Lisa Raymond (6-2, 6-1) ou encore en huitième d'Indian Wells par Monica Seles (6-0, 6-1). Sa saison sur terre est du même acabit. Elle est proche de créer la surprise à Wimbledon en remportant le premier set face à Monica Seles au troisième tour, mais doit s'incliner. La suite de sa saison sera meilleure avec un quart de finale à San Diego où elle élimine deux joueuses du top 20, Lisa Raymond et Daniela Hantuchová, puis une demi-finale à Los Angeles en créant la sensation en écartant la no 3 mondiale Capriati et une demi-finale à Shanghai, battue par Anna Kournikova. Seule ombre, une sortie au deuxième tour de l'US Open contre sa rivale, Amy Frazier.
La saison 2003 est incontestablement sa meilleure, en simple et en double où elle fait équipe avec Kim Clijsters. La saison débute pourtant mal avec des éliminations précoces comme à l'Open d'Australie. Elle remporte néanmoins son premier titre depuis cinq ans à Scottsdale en écartant entre autres Lindsay Davenport, et surtout Kim Clijsters en finale. Elle atteint les huitièmes de finale à Indian Wells en écartant Magdalena Maleeva et inflige un 6-0 à Chanda Rubin avant de perdre les deux sets suivants 6-4, 6-4. Elle confirme à Rome en rejoignant les demi-finales, battue cette fois-ci par Clijsters en deux sets. Elle y aura néanmoins éliminé Paola Suárez, Dinara Safina, Patty Schnyder et Tina Pisnik. Une performance qui lui permet d'atteindre le meilleur classement de sa carrière jusqu'ici, no 15 mondiale. Elle tient son rang en se qualifiant pour les huitièmes de Roland Garros mais s'incline logiquement face à Serena Williams. Après avoir éliminé C. Granados, Virginie Razzano, Nicole Pratt. Elle tombera face à l'italienne Francesca Schiavone. Elle arrive à Wimbledon en éliminant Lucie Ahl, Eva Fislová, Nathalie Dechy; elle est cette fois battue par Kim Clijsters. Néanmoins elle remporte ces deux titres du Grand Chelem en double. Elle est alors aux portes du top 10 en simple, no 11. Demi-finaliste à Los Angeles et quart de finaliste à New Haven. À Los Angeles, elle vainc Saori Obata, Viktoriya Kutuzova et Magdalena Maleeva avant de tomber face à Lindsay Davenport. Et à New Haven elle élimine Lisa Raymond et Tatiana Perebiynis avant de rendre les armes face à Amélie Mauresmo. Ai Sugiyama arrive à l'US Open dans de bonnes dispositions. Après un tour rapidement remporté, elle est accrochée au deuxième tour par Virginie Razzano puis par Nicole Pratt au troisième. Elle passe proche d'une seconde qualification en quart de finale en Grand Chelem face à Schiavone avant de s'effondrer dans le troisième set (6-7, 7-5, 6-2). Sa bonne fin de saison et les forfaits lui permettent de disputer les Masters de fin d'année pour la première et dernière fois de sa carrière. Éliminée, elle gagne contre Justine Henin en phase de poules, sa seule victoire. Une victoire qui lui permet de finir no 10 mondiale en simple et est no 3 en doubles.
Elle remporte à nouveau Gold Coast, c'est son deuxième titre sur ce tournoi mais également son dernier en simple et devient no 9 mondiale. Elle se fait sortir rapidement de l'Open d'Australie par sa compatriote Saori Obata au deuxième tour. Un quart de finale à Tokyo lui permet d'atteindre le meilleur classement de sa carrière, elle est no 8 à la WTA. Hormis une demi-finale à Dubai, Ai Sugiyama ne parvient pas à confirmer jusqu'à Wimbledon. Elle bénéficie d'un tableau dégagée jusqu'en quart de finale où elle ne rencontre aucune joueuse du top 50. Cependant elle rend les armes face à Maria Sharapova, future lauréate du tournoi non sans avoir résisté pendant deux sets (5-7, 7-5, 6-1). Elle réalise son meilleur parcours aux Jeux olympiques à Athènes en ralliant les quarts, battue par Alicia Molik. Elle atteint à nouveau les huitièmes à l'US Open et finit l'année no 17.

### Fin de carrière (2005-2009)
La saison 2005 démarre mal puisqu'elle ne gagne que deux matchs lors des trois premiers mois de l'année, et ne parvient pas réaliser une très bonne saison sur terre battue qui aboutit à une élimination d'entrée à Roland Garros, elle subit le même sort à Wimbledon contre Roberta Vinci. Reléguée à la 38e position à la WTA après ces déconvenues, elle signe sa performance de l'année à San Diego où elle bat Kuznetsova au troisième tour et se qualifie pour la finale, seulement battue par Mary Pierce (6-0, 6-3).
À l'instar de la saison précédente, la Japonaise loupe son début de saison 2006, n'enregistrant que sa première victoire fin février. Elle enregistre ensuite des résultats probants à Doha où elle est demi-finaliste, puis huitième de finaliste à Indian Wells et quart de finaliste à Miami. Elle ne confirme pas sur terre battue mais réalise de bonnes performances sur gazon. Elle élimine Martina Hingis qui sort de sa retraite au troisième tour de Wimbledon mais rate le coche au tour suivante contre Séverine Beltrame pourtant issue des qualifications. Elle atteint la finale du tournoi de Séoul mais échoue face à la Grecque Eleni Daniilidou (6-3, 2-6, 7-6), alors qu'elle n'a rencontré aucune joueuse du top 50 lors de la semaine.
Elle ne réalisera aucune performance d'envergure en 2007, signant deux second tours à l'Open d'Australie et l'US Open et deux troisièmes tours à Roland-Garros et Wimbledon. Elle n'attend aucun quart de finale cette saison et finit la saison 39e mondiale, son plus mauvais classement en fin de saison depuis 12 ans.
L'année 2008 est à peine meilleure, elle échouera au troisième tour de l'Open d'Australie et bat sa dernière joueuse du top 10 à la régulière à Miami en sortant Hantuchova. Ses meilleures performances seront sa demi-finale à Stanford et son quart de finale à Toronto où elle est battue à chaque fois par Marion Bartoli.
Après un début de saison convaincant avec une demi-finale à Sydney et un troisième tour à l'Open d'Australie stoppée par la no 1 mondiale, Jankovic, elle enregistre 11 défaites de suite entre le circuit WTA et la Fed Cup. Elle stoppe l'hémorragie à Wimbledon où elle atteint le troisième tour, ses dernières victoires en Grand Chelem en simple. La suite sera ponctuée de nombreuses défaites jusqu'à celle face à Nadia Petrova sur ses terres à Tokyo, où elle abandonne au second set. Elle met ensuite un terme à sa carrière en simple et en doubles.
Cependant, durant ces années, elle atteint à maintes reprises des finales en tournois majeur. Associée à Hantuchová elle arrive en finale du tournoi des Internationaux de France en 2006, ce qu'elle réitère l'année suivant associée à Katarina Srebotnik. Avec qui elle enchainera par la finale de Wimbledon la même année; ainsi que deux quarts pour les deux autres tournois majeurs de cette année. Daniela Hantuchová sera sa dernière partenaire en double dames pour les tournois majeurs et y atteindra la finale lors de l'Open d'Australie 2009. En double mixete durant la même période elle atteint trois fois les quarts. Une fois avec  Kevin Ullyett et deux fois avec André Sá.

## Style de jeu
Remarquable contreuse et dotée d'une technique impeccable, la Japonaise a su optimiser son petit gabarit grâce à une prise de balle extrêmement précoce et à un jeu de jambes exemplaire lui permettant de prendre de vitesse des rivales plus puissantes.

## Palmarès

### Titres en simple dames
| No | Date       | Nom et lieu du tournoi               | Catégorie | Dotation  | Surface    | Finaliste          | Score         |          |
| -- | ---------- | ------------------------------------ | --------- | --------- | ---------- | ------------------ | ------------- | -------- |
| 1  | 14-04-1997 | Japan Open, Tokyo                    | Tier III  | 164 250 $ | Dur (ext.) | Amy Frazier        | 4-6, 6-4, 6-4 | Parcours |
| 2  | 05-01-1998 | Hard Court Championships, Gold Coast | Tier III  | 164 250 $ | Dur (ext.) | María Vento-Kabchi | 7-5, 6-0      | Parcours |
| 3  | 13-04-1998 | Japan Open, Tokyo                    | Tier III  | 164 000 $ | Dur (ext.) | Corina Morariu     | 6-3, 6-3      | Parcours |
| 4  | 24-02-2003 | State Farm Classic, Scottsdale       | Tier II   | 585 000 $ | Dur (ext.) | Kim Clijsters      | 3-6, 7-5, 6-4 | Parcours |
| 5  | 20-10-2003 | Generali Ladies, Linz                | Tier II   | 585 000 $ | Dur (int.) | Nadia Petrova      | 7-5, 6-4      | Parcours |
| 6  | 05-01-2004 | Uncle Tobys Hard Court, Gold Coast   | Tier III  | 170 000 $ | Dur (ext.) | Nadia Petrova      | 1-6, 6-1, 6-4 | Parcours |

### Finales en simple dames
| No | Date       | Nom et lieu du tournoi            | Catégorie | Dotation    | Surface         | Vainqueure        | Score          |          |
| -- | ---------- | --------------------------------- | --------- | ----------- | --------------- | ----------------- | -------------- | -------- |
| 1  | 07-11-1994 | Wismilak Open, Surabaya           | Tier IV   | 100 000 $   | Dur (ext.)      | Elena Pampoulova  | 2-6, 6-0, ab.  | Parcours |
| 2  | 30-10-1995 | Bank of the West Classic, Oakland | Tier II   | 430 000 $   | Moquette (int.) | Magdalena Maleeva | 6-3, 6-4       | Parcours |
| 3  | 01-01-1997 | Gold Coast Classic, Gold Coast    | Tier III  | 164 250 $   | Dur (ext.)      | Elena Likhovtseva | 3-6, 7-6, 6-3  | Parcours |
| 4  | 27-10-1997 | Kremlin Cup, Moscou               | Tier I    | 926 250 $   | Moquette (int.) | Jana Novotná      | 6-3, 6-4       | Parcours |
| 5  | 12-04-1999 | Japan Open, Tokyo                 | Tier III  | 180 000 $   | Dur (ext.)      | Amy Frazier       | 6-2, 6-2       | Parcours |
| 6  | 01-08-2005 | Acura Classic, San Diego          | Tier I    | 1 300 000 $ | Dur (ext.)      | Mary Pierce       | 6-0, 6-3       | Parcours |
| 7  | 25-09-2006 | Korea Tennis Championships, Séoul | Tier IV   | 145 000 $   | Dur (ext.)      | Eléni Daniilídou  | 6-3, 2-6, 7-63 | Parcours |

### Titres en double dames
| No | Date       | Nom et lieu du tournoi                  | Catégorie | Dotation    | Surface         | Partenaire         | Finalistes                          | Score             |          |
| -- | ---------- | --------------------------------------- | --------- | ----------- | --------------- | ------------------ | ----------------------------------- | ----------------- | -------- |
| 1  | 04-04-1994 | Japan Open Championships Tokyo          | Tier III  | 150 000 $   | Dur (ext.)      | Mami Donoshiro     | Yayuk Basuki Nana Miyagi            | 6-4, 6-1          | Parcours |
| 2  | 09-01-1995 | Tasmanian Int'l Open Hobart             | Tier IV   | 107 500 $   | Dur (ext.)      | Kyoko Nagatsuka    | Manon Bollegraf Larisa Neiland      | 2-6, 6-4, 6-2     | Parcours |
| 3  | 15-04-1996 | Japan Open Tokyo                        | Tier III  | 164 250 $   | Dur (ext.)      | Kimiko Date        | Amy Frazier Kimberly Po             | 7-6, 6-7, 6-3     | Parcours |
| 4  | 15-09-1997 | Toyota Princess Cup Tokyo               | Tier II   | 450 000 $   | Dur (ext.)      | Monica Seles       | Julie Halard Chanda Rubin           | 6-1, 6-0          | Parcours |
| 5  | 05-01-1998 | Hard Court Championships Gold Coast     | Tier III  | 164 250 $   | Dur (ext.)      | Elena Likhovtseva  | Park Sung-hee Wang Shi-ting         | 1-6, 6-3, 6-4     | Parcours |
| 6  | 26-10-1998 | SEAT Open Luxembourg                    | Tier III  | 164 250 $   | Moquette (int.) | Elena Likhovtseva  | Larisa Neiland Elena Tatarkova      | 6-7, 6-3, 2-0 ab. | Parcours |
| 7  | 02-11-1998 | Sparkassen Cup International GP Leipzig | Tier II   | 450 000 $   | Moquette (int.) | Elena Likhovtseva  | Manon Bollegraf Irina Spîrlea       | 6-3, 6-7, 6-1     | Parcours |
| 8  | 09-11-1998 | Advanta Championships Philadelphie      | Tier II   | 450 000 $   | Moquette (int.) | Elena Likhovtseva  | Monica Seles Natasha Zvereva        | 7-5, 4-6, 6-2     | Parcours |
| 9  | 11-01-1999 | Adidas International Sydney             | Tier II   | 420 000 $   | Dur (ext.)      | Elena Likhovtseva  | Mary Joe Fernández Anke Huber       | 6-3, 2-6, 6-0     | Parcours |
| 10 | 17-05-1999 | Internationaux de Strasbourg Strasbourg | Tier III  | 190 000 $   | Terre (ext.)    | Elena Likhovtseva  | Alexandra Fusai Nathalie Tauziat    | 2-6, 7-6, 6-1     | Parcours |
| 11 | 10-01-2000 | Adidas International Sydney             | Tier II   | 460 000 $   | Dur (ext.)      | Julie Halard       | Martina Hingis Mary Pierce          | 6-0, 6-3          | Parcours |
| 12 | 20-03-2000 | Ericsson Open Miami                     | Tier I    | 2 525 000 $ | Dur (ext.)      | Julie Halard       | Nicole Arendt Manon Bollegraf       | 4-6, 7-5, 6-4     | Parcours |
| 13 | 19-06-2000 | International Championships Eastbourne  | Tier II   | 535 000 $   | Gazon (ext.)    | Nathalie Tauziat   | Lisa Raymond Rennae Stubbs          | 2-6, 6-3, 7-63    | Parcours |
| 14 | 21-08-2000 | Pilot Pen Tennis New Haven              | Tier II   | 535 000 $   | Dur (ext.)      | Julie Halard       | Virginia Ruano Pascual Paola Suárez | 6-4, 5-7, 6-2     | Parcours |
| 15 | 28-08-2000 | US Open Flushing Meadows                | G. Chelem | 6 467 000 $ | Dur (ext.)      | Julie Halard       | Cara Black Elena Likhovtseva        | 6-0, 1-6, 6-1     | Parcours |
| 16 | 02-10-2000 | Toyota Princess Cup Tokyo               | Tier II   | 535 000 $   | Dur (ext.)      | Julie Halard       | Nana Miyagi Paola Suárez            | 6-0, 6-2          | Parcours |
| 17 | 23-10-2000 | Kremlin Cup Moscou                      | Tier I    | 1 080 000 $ | Moquette (int.) | Julie Halard       | Martina Hingis Anna Kournikova      | 4-6, 6-4, 7-65    | Parcours |
| 18 | 08-01-2001 | Canberra International Canberra         | Tier III  | 170 000 $   | Dur (ext.)      | Nicole Arendt      | Nannie De Villiers Annabel Ellwood  | 6-4, 7-62         | Parcours |
| 19 | 05-03-2001 | Tennis Masters Series Indian Wells      | Tier I    | 2 050 000 $ | Dur (ext.)      | Nicole Arendt      | Virginia Ruano Pascual Paola Suárez | 6-4, 6-4          | Parcours |
| 20 | 18-02-2002 | Kroger St. Jude Memphis                 | Tier III  | 170 000 $   | Dur (int.)      | Elena Tatarkova    | Melissa Middleton Brie Rippner      | 6-4, 2-6, 6-0     | Parcours |
| 21 | 06-01-2003 | Adidas International Sydney             | Tier II   | 585 000 $   | Dur (ext.)      | Kim Clijsters      | Conchita Martínez Rennae Stubbs     | 6-3, 6-3          | Parcours |
| 22 | 10-02-2003 | Proximus Diamond Games Anvers           | Tier II   | 585 000 $   | Moquette (int.) | Kim Clijsters      | Nathalie Dechy Émilie Loit          | 6-2, 6-0          | Parcours |
| 23 | 24-02-2003 | State Farm Classic Scottsdale           | Tier II   | 585 000 $   | Dur (ext.)      | Kim Clijsters      | Lindsay Davenport Lisa Raymond      | 6-1, 6-4          | Parcours |
| 24 | 26-05-2003 | Roland-Garros Paris                     | G. Chelem | 6 225 054 $ | Terre (ext.)    | Kim Clijsters      | Virginia Ruano Pascual Paola Suárez | 6-75, 6-2, 9-7    | Parcours |
| 25 | 23-06-2003 | The Championships Wimbledon             | G. Chelem | 6 246 871 $ | Gazon (ext.)    | Kim Clijsters      | Virginia Ruano Pascual Paola Suárez | 6-4, 6-4          | Parcours |
| 26 | 28-07-2003 | Acura Classic San Diego                 | Tier II   | 1 000 000 $ | Dur (ext.)      | Kim Clijsters      | Lindsay Davenport Lisa Raymond      | 6-4, 7-5          | Parcours |
| 27 | 13-10-2003 | Swisscom Challenge Zurich               | Tier I    | 1 300 000 $ | Dur (int.)      | Kim Clijsters      | Virginia Ruano Pascual Paola Suárez | 7-63, 6-2         | Parcours |
| 28 | 20-10-2003 | Generali Ladies Linz                    | Tier II   | 585 000 $   | Dur (int.)      | Liezel Huber       | Marion Bartoli Silvia Farina        | 6-1, 7-66         | Parcours |
| 29 | 02-08-2004 | Coupe Rogers Montréal                   | Tier I    | 1 300 000 $ | Dur (ext.)      | Shinobu Asagoe     | Liezel Huber Tamarine Tanasugarn    | 6-0, 6-3          | Parcours |
| 30 | 13-09-2004 | Wismilak International Bali             | Tier III  | 225 000 $   | Dur (ext.)      | Anastasia Myskina  | Svetlana Kuznetsova Arantxa Sánchez | 6-3, 7-5          | Parcours |
| 31 | 06-06-2005 | DFS Classic Birmingham                  | Tier III  | 200 000 $   | Gazon (ext.)    | Daniela Hantuchová | Eléni Daniilídou Jennifer Russell   | 6-2, 6-3          | Parcours |
| 32 | 27-02-2006 | Qatar Open Doha                         | Tier II   | 600 000 $   | Dur (ext.)      | Daniela Hantuchová | Li Ting Sun Tiantian                | 6-4, 6-4          | Parcours |
| 33 | 15-05-2006 | Internazionali d'Italia Rome            | Tier I    | 1 340 000 $ | Terre (ext.)    | Daniela Hantuchová | Květa Peschke Francesca Schiavone   | 3-6, 6-3, 6-1     | Parcours |
| 34 | 13-08-2007 | Coupe Rogers Toronto                    | Tier I    | 1 340 000 $ | Dur (ext.)      | Katarina Srebotnik | Cara Black Liezel Huber             | 6-4, 2-6, [10-5]  | Parcours |
| 35 | 24-03-2008 | Sony Ericsson Open Miami                | Tier I    | 3 770 000 $ | Dur (ext.)      | Katarina Srebotnik | Cara Black Liezel Huber             | 7-5, 4-6, [10-3]  | Parcours |
| 36 | 14-04-2008 | Family Circle Cup Charleston            | Tier I    | 1 340 000 $ | Terre (ext.)    | Katarina Srebotnik | Edina Gallovits Olga Govortsova     | 6-2, 6-2          | Parcours |
| 37 | 20-10-2008 | Generali Ladies Linz                    | Tier II   | 600 000 $   | Dur (int.)      | Katarina Srebotnik | Cara Black Liezel Huber             | 6-4, 7-5          | Parcours |
| 38 | 15-06-2009 | AEGON International Eastbourne          | Premier   | 600 000 $   | Gazon (ext.)    | Akgul Amanmuradova | Samantha Stosur Rennae Stubbs       | 6-4, 6-3          | Parcours |

### Finales en double dames
| No | Date       | Nom et lieu du tournoi                  | Catégorie | Dotation    | Surface         | Vainqueures                              | Partenaire          | Score            |          |
| -- | ---------- | --------------------------------------- | --------- | ----------- | --------------- | ---------------------------------------- | ------------------- | ---------------- | -------- |
| 1  | 07-11-1994 | Wismilak Open Surabaya                  | Tier IV   | 100 000 $   | Dur (ext.)      | Yayuk Basuki Romana Tedjakusuma          | Kyoko Nagatsuka     | forfait          | Parcours |
| 2  | 10-04-1995 | Japan Open Tokyo                        | Tier III  | 161 250 $   | Dur (ext.)      | Miho Saeki Yuka Yoshida                  | Kyoko Nagatsuka     | 6-7, 6-4, 7-6    | Parcours |
| 3  | 19-05-1997 | Internationaux de Strasbourg Strasbourg | Tier III  | 250 000 $   | Terre (ext.)    | Helena Suková Natasha Zvereva            | Elena Likhovtseva   | 6-1, 6-1         | Parcours |
| 4  | 22-02-1999 | Open Gaz de France Paris                | Tier II   | 520 000 $   | Moquette (int.) | Irina Spîrlea Caroline Vis               | Elena Likhovtseva   | 7-5, 3-6, 6-3    | Parcours |
| 5  | 01-11-1999 | Sparkassen Cup International Leipzig    | Tier II   | 520 000 $   | Moquette (int.) | Larisa Neiland Mary Pierce               | Elena Likhovtseva   | 6-4, 6-3         | Parcours |
| 6  | 26-06-2000 | The Championships Wimbledon             | G. Chelem | 5 235 332 $ | Gazon (ext.)    | Serena Williams Venus Williams           | Julie Halard        | 6-3, 6-2         | Parcours |
| 7  | 14-08-2000 | Omnium du Maurier Montréal              | Tier I    | 1 080 000 $ | Dur (ext.)      | Martina Hingis Nathalie Tauziat          | Julie Halard        | 6-3, 3-6, 6-4    | Parcours |
| 8  | 16-10-2000 | Generali Open Linz                      | Tier II   | 535 000 $   | Moquette (int.) | Amélie Mauresmo Chanda Rubin             | Nathalie Tauziat    | 6-4, 6-4         | Parcours |
| 9  | 25-06-2001 | The Championships Wimbledon             | G. Chelem | 4 545 319 $ | Gazon (ext.)    | Lisa Raymond Rennae Stubbs               | Kim Clijsters       | 6-4, 6-3         | Parcours |
| 10 | 17-09-2001 | Toyota Princess Cup Tokyo               | Tier II   | 565 000 $   | Dur (ext.)      | Cara Black Liezel Huber                  | Kim Clijsters       | 6-1, 6-3         | Parcours |
| 11 | 29-07-2002 | Acura Classic San Diego                 | Tier II   | 775 000 $   | Dur (ext.)      | Elena Dementieva Janette Husárová        | Daniela Hantuchová  | 6-2, 6-4         | Parcours |
| 12 | 05-08-2002 | JPMorgan Chase Open Los Angeles         | Tier II   | 585 000 $   | Dur (ext.)      | Kim Clijsters Jelena Dokić               | Daniela Hantuchová  | 6-3, 6-3         | Parcours |
| 13 | 12-08-2002 | Coupe Rogers Montréal                   | Tier I    | 1 224 000 $ | Dur (ext.)      | Virginia Ruano Pascual Paola Suárez      | Rika Fujiwara       | 6-4, 7-64        | Parcours |
| 14 | 09-09-2002 | SVW Polo Open Shanghai                  | Tier IV   | 140 000 $   | Dur (ext.)      | Anna Kournikova Janet Lee                | Rika Fujiwara       | 7-5, 6-3         | Parcours |
| 15 | 21-10-2002 | Generali Ladies Linz                    | Tier II   | 585 000 $   | Moquette (int.) | Jelena Dokić Nadia Petrova               | Rika Fujiwara       | 6-3, 6-2         | Parcours |
| 16 | 03-03-2003 | Pacific Life Open Indian Wells          | Tier I    | 2 100 000 $ | Dur (ext.)      | Lindsay Davenport Lisa Raymond           | Kim Clijsters       | 3-6, 6-4, 6-1    | Parcours |
| 17 | 05-05-2003 | German Open Berlin                      | Tier I    | 1 262 000 $ | Terre (ext.)    | Virginia Ruano Pascual Paola Suárez      | Kim Clijsters       | 6-3, 4-6, 6-4    | Parcours |
| 18 | 15-09-2003 | Polo Open Shanghai                      | Tier II   | 585 000 $   | Dur (ext.)      | Émilie Loit Nicole Pratt                 | Tamarine Tanasugarn | 6-3, 6-3         | Parcours |
| 19 | 03-11-2003 | Tour Championships Los Angeles          | Masters   | 3 000 000 $ | Dur (int.)      | Virginia Ruano Pascual Paola Suárez      | Kim Clijsters       | 6-4, 3-6, 6-3    | Parcours |
| 20 | 21-06-2004 | The Championships Wimbledon             | G. Chelem | 6 063 070 $ | Gazon (ext.)    | Cara Black Rennae Stubbs                 | Liezel Huber        | 6-3, 7-65        | Parcours |
| 21 | 10-01-2005 | Medibank International Sydney           | Tier II   | 585 000 $   | Dur (ext.)      | Bryanne Stewart Samantha Stosur          | Elena Dementieva    | forfait          | Parcours |
| 22 | 01-08-2005 | Acura Classic San Diego                 | Tier I    | 1 300 000 $ | Dur (ext.)      | Conchita Martínez Virginia Ruano Pascual | Daniela Hantuchová  | 6-77, 6-1, 7-5   | Parcours |
| 23 | 17-10-2005 | Zürich Open Zurich                      | Tier I    | 1 300 000 $ | Dur (int.)      | Cara Black Rennae Stubbs                 | Daniela Hantuchová  | 6-76, 7-64, 6-3  | Parcours |
| 24 | 29-05-2006 | Roland-Garros Paris                     | G. Chelem | 6 747 626 $ | Terre (ext.)    | Lisa Raymond Samantha Stosur             | Daniela Hantuchová  | 6-3, 6-2         | Parcours |
| 25 | 08-08-2006 | JPMorgan Chase Open Los Angeles         | Tier II   | 600 000 $   | Dur (ext.)      | Virginia Ruano Pascual Paola Suárez      | Daniela Hantuchová  | 6-3, 6-4         | Parcours |
| 26 | 28-05-2007 | Roland-Garros Paris                     | G. Chelem | 8 978 567 $ | Terre (ext.)    | Alicia Molik Mara Santangelo             | Katarina Srebotnik  | 7-65, 6-4        | Parcours |
| 27 | 25-06-2007 | The Championships Wimbledon             | G. Chelem | 9 221 372 $ | Gazon (ext.)    | Cara Black Liezel Huber                  | Katarina Srebotnik  | 3-6, 6-3, 6-2    | Parcours |
| 28 | 22-10-2007 | Generali Ladies Linz                    | Tier II   | 600 000 $   | Dur (int.)      | Cara Black Liezel Huber                  | Katarina Srebotnik  | 6-2, 3-6, [10-8] | Parcours |
| 29 | 05-11-2007 | Sony Ericsson Championships Madrid      | Masters   | 3 000 000 $ | Dur (int.)      | Cara Black Liezel Huber                  | Katarina Srebotnik  | 5-7, 6-3, [10-8] | Parcours |
| 30 | 11-02-2008 | Proximus Diamond Games Anvers           | Tier II   | 600 000 $   | Dur (int.)      | Cara Black Liezel Huber                  | Květa Peschke       | 6-1, 6-3         | Parcours |
| 31 | 19-01-2009 | Australian Open Melbourne               | G. Chelem | 7 262 973 $ | Dur (ext.)      | Serena Williams Venus Williams           | Daniela Hantuchová  | 6-3, 6-3         | Parcours |
| 32 | 04-05-2009 | Internazionali d'Italia Rome            | Premier 5 | 2 000 000 $ | Terre (ext.)    | Hsieh Su-wei Peng Shuai                  | Daniela Hantuchová  | 7-5, 7-65        | Parcours |
| 33 | 27-09-2009 | Pan Pacific Open Tokyo                  | Premier 5 | 2 000 000 $ | Dur (ext.)      | Alisa Kleybanova Francesca Schiavone     | Daniela Hantuchová  | 6-4, 6-2         | Parcours |

### Titre en double mixte
| No | Date       | Nom et lieu du tournoi   | Catégorie | Dotation    | Surface    | Partenaire      | Finalistes                 | Score    |          |
| -- | ---------- | ------------------------ | --------- | ----------- | ---------- | --------------- | -------------------------- | -------- | -------- |
| 1  | 30-08-1999 | US Open Flushing Meadows | G. Chelem | 6 235 000 $ | Dur (ext.) | Mahesh Bhupathi | Kimberly Po Donald Johnson | 6-4, 6-4 | Parcours |

## Parcours en Grand Chelem

### En simple dames
| Année | Open d'Australie                                  | Open d'Australie                                       | Internationaux de France | Internationaux de France | Wimbledon       | Wimbledon          | US Open                                           | US Open              |
| ----- | ------------------------------------------------- | ------------------------------------------------------ | ------------------------ | ------------------------ | --------------- | ------------------ | ------------------------------------------------- | -------------------- |
| 1992  | —                                                 | —                                                      | —                        | —                        | —               | —                  | Q1 \|\| style="text-align:left" \| Shaun Stafford |                      |
| 1993  | Q3 \|\| style="text-align:left" \| Jessica Emmons | Q1 \|\| style="text-align:left" \| Denisa Krajčovičová | 1er tour (1/64)          | Gigi Fernández           | -               | -                  |                                                   |                      |
| 1994  | Q1 \|\| style="text-align:left" \| Naoko Kijimuta | -                                                      | -                        | 1er tour (1/64)          | Kimiko Date     | 1er tour (1/64)    | Leila Meskhi                                      |                      |
| 1995  | 1er tour (1/64)                                   | Naoko Sawamatsu                                        | 4e tour (1/8)            | Chanda Rubin             | 1er tour (1/64) | Beate Reinstadler  | 2e tour (1/32)                                    | Katarína Studeníková |
| 1996  | 3e tour (1/16)                                    | Naoko Sawamatsu                                        | 1er tour (1/64)          | Amanda Coetzer           | 4e tour (1/8)   | Mary Joe Fernández | 2e tour (1/32)                                    | Natasha Zvereva      |
| 1997  | 2e tour (1/32)                                    | Kimberly Po                                            | 2e tour (1/32)           | Arantxa Sánchez          | 1er tour (1/64) | Yayuk Basuki       | 2e tour (1/32)                                    | Karina Habšudová     |
| 1998  | 4e tour (1/8)                                     | Arantxa Sánchez                                        | 2e tour (1/32)           | Venus Williams           | 1er tour (1/64) | Sylvia Plischke    | 2e tour (1/32)                                    | Gala León García     |
| 1999  | 1er tour (1/64)                                   | Amy Frazier                                            | 2e tour (1/32)           | Silvia Farina            | 2e tour (1/32)  | Elena Likhovtseva  | 3e tour (1/16)                                    | Monica Seles         |
| 2000  | 1/4 de finale                                     | Jennifer Capriati                                      | 4e tour (1/8)            | Conchita Martínez        | 2e tour (1/32)  | Venus Williams     | 2e tour (1/32)                                    | Kristie Boogert      |
| 2001  | 1er tour (1/64)                                   | Amélie Mauresmo                                        | 1er tour (1/64)          | Petra Mandula            | 3e tour (1/16)  | Sandrine Testud    | 2e tour (1/32)                                    | Arantxa Sánchez      |
| 2002  | 3e tour (1/16)                                    | Janette Husárová                                       | 2e tour (1/32)           | Janette Husárová         | 3e tour (1/16)  | Monica Seles       | 2e tour (1/32)                                    | Amy Frazier          |
| 2003  | 2e tour (1/32)                                    | Nadia Petrova                                          | 4e tour (1/8)            | Serena Williams          | 4e tour (1/8)   | Kim Clijsters      | 4e tour (1/8)                                     | Francesca Schiavone  |
| 2004  | 2e tour (1/32)                                    | Saori Obata                                            | 2e tour (1/32)           | Virginia Ruano           | 1/4 de finale   | Maria Sharapova    | 4e tour (1/8)                                     | Jennifer Capriati    |
| 2005  | 1er tour (1/64)                                   | Martina Suchá                                          | 1er tour (1/64)          | Nuria Llagostera         | 1er tour (1/64) | Roberta Vinci      | 3e tour (1/16)                                    | Kim Clijsters        |
| 2006  | 1er tour (1/64)                                   | Conchita Martinez                                      | 2e tour (1/32)           | Aravane Rezaï            | 4e tour (1/8)   | Séverine Beltrame  | 3e tour (1/16)                                    | Justine Henin        |
| 2007  | 2e tour (1/32)                                    | Anastasiya Yakimova                                    | 3e tour (1/16)           | Anna Chakvetadze         | 3e tour (1/16)  | Maria Sharapova    | 2e tour (1/32)                                    | Ekaterina Makarova   |
| 2008  | 3e tour (1/16)                                    | Nicole Vaidišová                                       | 2e tour (1/32)           | Olga Govortsova          | 3e tour (1/16)  | Alisa Kleybanova   | 3e tour (1/16)                                    | Serena Williams      |
| 2009  | 3e tour (1/16)                                    | Jelena Janković                                        | 1er tour (1/64)          | Aravane Rezaï            | 3e tour (1/16)  | Daniela Hantuchová | 1er tour (1/64)                                   | Samantha Stosur      |

À droite du résultat, l’ultime adversaire.

### En double dames
| Année | Open d'Australie            | Open d'Australie           | Internationaux de France     | Internationaux de France    | Wimbledon                     | Wimbledon                  | US Open                      | US Open                    |
| ----- | --------------------------- | -------------------------- | ---------------------------- | --------------------------- | ----------------------------- | -------------------------- | ---------------------------- | -------------------------- |
| 1993  | 1er tour (1/32) M. Miyauchi | J. Emmons G. Helgeson      | -                            | -                           | -                             | -                          | -                            | -                          |
| 1994  | -                           | -                          | -                            | -                           | 1er tour (1/32) M. Donoshiro  | Bryukhovets P. Langrová    | 2e tour (1/16) K. Nagatsuka  | Katrina Adams M. Bollegraf |
| 1995  | 2e tour (1/16) K. Nagatsuka | Elna Reinach Irina Spîrlea | 2e tour (1/16) K. Nagatsuka  | K. Boogert N. Jagerman      | 1er tour (1/32) K. Nagatsuka  | Åsa Svensson A. Temesvári  | 3e tour (1/8) K. Nagatsuka   | Julie Halard N. Tauziat    |
| 1996  | 2e tour (1/16) K. Nagatsuka | Nicole Arendt M. Bollegraf | 2e tour (1/16) K. Nagatsuka  | L. Davenport MJ Fernández   | 1er tour (1/32) K. Nagatsuka  | C. Martínez P. Tarabini    | 1er tour (1/32) K. Nagatsuka | A. Coetzer Gorrochategui   |
| 1997  | 1er tour (1/32) Rita Grande | L. Davenport Lisa Raymond  | 2e tour (1/16) W. Probst     | R. Dragomir Iva Majoli      | 1er tour (1/32) W. Probst     | Chanda Rubin B. Schultz    | 2e tour (1/16) W. Probst     | G. Fernández N. Zvereva    |
| 1998  | 1/4 de finale Likhovtseva   | C. Martínez P. Tarabini    | 3e tour (1/8) Likhovtseva    | A. Fusai N. Tauziat         | 3e tour (1/8) Likhovtseva     | A. Sánchez Helena Suková   | -                            | -                          |
| 1999  | 2e tour (1/16) Likhovtseva  | F. Labat D. Monami         | 1/4 de finale Likhovtseva    | A. Fusai N. Tauziat         | 2e tour (1/16) Likhovtseva    | Jelena Dokić Tina Pisnik   | 1er tour (1/32) Likhovtseva  | S. Noorlander P. Wartusch  |
| 2000  | 1/4 de finale Julie Halard  | L. Davenport C. Morariu    | 1/2 finale Julie Halard      | V. Ruano Paola Suárez       | Finale Julie Halard           | S. Williams V. Williams    | Victoire Julie Halard        | Cara Black Likhovtseva     |
| 2001  | 1/2 finale Nicole Arendt    | L. Davenport C. Morariu    | 3e tour (1/8) J. Capriati    | Kimberly Po N. Tauziat      | Finale Kim Clijsters          | Lisa Raymond Rennae Stubbs | -                            | -                          |
| 2002  | 3e tour (1/8) Kim Clijsters | D. Hantuchová A. Sánchez   | 1/2 finale Rika Fujiwara     | Lisa Raymond Rennae Stubbs  | 3e tour (1/8) Rika Fujiwara   | Kimberly Po N. Tauziat     | 1er tour (1/32) Miho Saeki   | Chanda Rubin N. Zvereva    |
| 2003  | 1/4 de finale Kim Clijsters | S. Williams V. Williams    | Victoire Kim Clijsters       | V. Ruano Paola Suárez       | Victoire Kim Clijsters        | V. Ruano Paola Suárez      | 2e tour (1/16) Kim Clijsters | Lisa McShea T. Musgrave    |
| 2004  | 1/2 finale Liezel Huber     | V. Ruano Paola Suárez      | 1er tour (1/32) Liezel Huber | S. Asagoe Rika Fujiwara     | Finale Liezel Huber           | Cara Black Rennae Stubbs   | 1/2 finale E. Dementieva     | V. Ruano Paola Suárez      |
| 2005  | 3e tour (1/8) E. Dementieva | J. Russell M. Santangelo   | 2e tour (1/16) D. Hantuchová | Eva Birnerová Andreea Vanc  | 1/4 de finale D. Hantuchová   | Cara Black Liezel Huber    | 3e tour (1/8) D. Hantuchová  | Yan Zi Zheng Jie           |
| 2006  | 3e tour (1/8) D. Hantuchová | Gisela Dulko M. Kirilenko  | Finale D. Hantuchová         | Lisa Raymond S. Stosur      | 1er tour (1/32) D. Hantuchová | J. Gajdošová A. Harkleroad | 2e tour (1/16) D. Hantuchová | N. Dechy V. Zvonareva      |
| 2007  | 1/4 de finale D. Hantuchová | Cara Black Liezel Huber    | Finale K. Srebotnik          | Alicia Molik M. Santangelo  | Finale K. Srebotnik           | Cara Black Liezel Huber    | 1/4 de finale K. Srebotnik   | N. Dechy Dinara Safina     |
| 2008  | 2e tour (1/16) K. Srebotnik | S. Williams V. Williams    | 2e tour (1/16) K. Srebotnik  | A. Harkleroad G. Voskoboeva | 2e tour (1/16) K. Srebotnik   | Raquel Kops A. Spears      | 1/2 finale K. Srebotnik      | Lisa Raymond S. Stosur     |
| 2009  | Finale D. Hantuchová        | S. Williams V. Williams    | 3e tour (1/8) D. Hantuchová  | Hsieh Su-Wei Peng Shuai     | 2e tour (1/16) D. Hantuchová  | A. Kleybanova E. Makarova  | 3e tour (1/8) D. Hantuchová  | Yan Zi Zheng Jie           |

Sous le résultat, la partenaire ; à droite, l’ultime équipe adverse.

### En double mixte
| Année | Open d'Australie            | Open d'Australie            | Internationaux de France    | Internationaux de France    | Wimbledon                     | Wimbledon                  | US Open                       | US Open                     |
| ----- | --------------------------- | --------------------------- | --------------------------- | --------------------------- | ----------------------------- | -------------------------- | ----------------------------- | --------------------------- |
| 1996  | -                           | -                           | 3e tour (1/8) Paul Kilderry | Katrina Adams Libor Pimek   | 1er tour (1/32) Paul Kilderry | Nicole Arendt Luke Jensen  | -                             | -                           |
| 1999  | 2e tour (1/8) P. Tramacchi  | M. Bollegraf Pablo Albano   | 1/4 de finale M. Bhupathi   | K. Srebotnik Piet Norval    | 2e tour (1/16) P. Tramacchi   | K. Guse A. Kratzmann       | Victoire M. Bhupathi          | Kimberly Po D. Johnson      |
| 2000  | -                           | -                           | 1/2 finale J. de Jager      | Rennae Stubbs T. Woodbridge | -                             | -                          | 1er tour (1/16) M. Bhupathi   | K. Habšudová David Rikl     |
| 2001  | 2e tour (1/8) M. Bhupathi   | R. McQuillan P. Tramacchi   | 1er tour (1/16) E. Ferreira | V. Ruano T. Carbonell       | 1/4 de finale E. Ferreira     | Liezel Huber Mike Bryan    | 1/2 finale E. Ferreira        | Rennae Stubbs T. Woodbridge |
| 2003  | 2e tour (1/8) T. Shimada    | D. Hantuchová Kevin Ullyett | -                           | -                           | -                             | -                          | -                             | -                           |
| 2004  | -                           | -                           | -                           | -                           | 1/2 finale Paul Hanley        | Alicia Molik T. Woodbridge | 2e tour (1/8) Kevin Ullyett   | Åsa Svensson J. Björkman    |
| 2005  | -                           | -                           | 1er tour (1/16) Max Mirnyi  | Ana Ivanović N. Zimonjić    | -                             | -                          | 1/4 de finale Kevin Ullyett   | D. Hantuchová M. Bhupathi   |
| 2006  | 2e tour (1/8) Wayne Arthurs | Rennae Stubbs Todd Perry    | -                           | -                           | 1er tour (1/32) Jeff Coetzee  | V. Williams Bob Bryan      | -                             | -                           |
| 2007  | -                           | -                           | 1er tour (1/16) Jim Thomas  | Liezel Huber Kevin Ullyett  | -                             | -                          | -                             | -                           |
| 2008  | -                           | -                           | -                           | -                           | 1/4 de finale Kevin Ullyett   | K. Srebotnik Mike Bryan    | 1er tour (1/16) Kevin Ullyett | Jill Craybas Eric Butorac   |
| 2009  | -                           | -                           | 1/4 de finale André Sá      | Liezel Huber Bob Bryan      | 1/4 de finale André Sá        | Cara Black Leander Paes    | -                             | -                           |

Sous le résultat, le partenaire ; à droite, l’ultime équipe adverse.

## Parcours en «Premier Mandatory» et «Premier 5»
Découlant d'une réforme du circuit WTA inaugurée en 2009, les tournois WTA « Premier Mandatory » et « Premier 5 » constituent les catégories d'épreuves les plus prestigieuses, après les quatre levées du Grand Chelem.

### En simple dames
| Année |              | Premier Mandatory        | Premier Mandatory          | Premier Mandatory           | Premier Mandatory |       | Premier 5 | Premier 5                  | Premier 5                 | Premier 5                    | Premier 5                    | Premier 5 | Premier 5                  |
| Année | Indian Wells | Miami                    | Madrid                     | Pékin                       |                   | Dubaï | Rome      | Canada                     | Cincinnati                |                              | Tokyo                        |           |                            |
| Année | Indian Wells | Miami                    | Madrid                     | Pékin                       |                   | Doha  | Rome      | Canada                     | Cincinnati                |                              | Wuhan                        |           |                            |
| Année | Indian Wells | Miami                    | Madrid                     | Pékin                       |                   |       | Rome      | Canada                     | Cincinnati                |                              |                              |           |                            |
| 2009  |              | 2e tour (1/32) A. Haynes | 2e tour (1/32) E. Makarova | 1er tour (1/32) A. Mauresmo |                   |       |           | 1er tour (1/32) M. Bartoli | 1er tour (1/32) A. Cornet | 2e tour (1/16) E. Dementieva | 1er tour (1/32) A. Radwańska |           | 1er tour (1/32) N. Petrova |

Sous le résultat, l’ultime adversaire.

### En double dames
N.B. : le nom de la partenaire se trouve sous le résultat ; le nom des ultimes adversaires se trouve à droite.

## Parcours aux Masters

### En simple dames
| # | Date       | Nom de l'édition                          | ($)       | Surface    | Résultat               | Ultime adversaire | Score     |          |
| - | ---------- | ----------------------------------------- | --------- | ---------- | ---------------------- | ----------------- | --------- | -------- |
| 1 | 03/11/2003 | Tour Championships by Porsche Los Angeles | 3 000 000 | Dur (int.) | Round Robin (défaite)  | Jennifer Capriati | 7-5, 7-63 | Parcours |
| 1 | 03/11/2003 | Tour Championships by Porsche Los Angeles | 3 000 000 | Dur (int.) | Round Robin (défaite)  | Anastasia Myskina | 6-4, 6-3  | Parcours |
| 1 | 03/11/2003 | Tour Championships by Porsche Los Angeles | 3 000 000 | Dur (int.) | Round Robin (victoire) | Justine Henin     | 6-2, 6-4  | Parcours |

### En double dames
| # | Date       | Nom de l'édition                          | ($)       | Surface         | Résultat      | Partenaire         | Ultimes adversaires               | Score            |          |
| - | ---------- | ----------------------------------------- | --------- | --------------- | ------------- | ------------------ | --------------------------------- | ---------------- | -------- |
| 1 | 16/11/1998 | Chase Championships New York              | 2 000 000 | Moquette (int.) | 1/4 de finale | Elena Likhovtseva  | Alexandra Fusai Nathalie Tauziat  | 4-6, 6-1, 6-4    | Parcours |
| 2 | 15/11/1999 | Chase Championships New York              | 2 000 000 | Moquette (int.) | 1/4 de finale | Elena Likhovtseva  | Lisa Raymond Rennae Stubbs        | 6-3, 6-3         | Parcours |
| 3 | 13/11/2000 | Chase Championships New York              | 2 000 000 | Moquette (int.) | 1/4 de finale | Julie Halard       | Els Callens Dominique Monami      | 2-6, 6-3, 6-4    | Parcours |
| 4 | 04/11/2002 | Home Depot Championships Los Angeles      | 3 000 000 | Dur (int.)      | 1/2 finale    | Rika Fujiwara      | Elena Dementieva Janette Husárová | 4-6, 7-5, 6-4    | Parcours |
| 5 | 03/11/2003 | Tour Championships by Porsche Los Angeles | 3 000 000 | Dur (int.)      | Finale        | Kim Clijsters      | Virginia Ruano Paola Suárez       | 6-4, 3-6, 6-3    | Parcours |
| 6 | 05/11/2007 | Sony Ericsson Championships Madrid        | 3 000 000 | Dur (int.)      | Finale        | Katarina Srebotnik | Cara Black Liezel Huber           | 5-7, 6-3, [10-8] | Parcours |
| 7 | 04/11/2008 | Sony Ericsson Championships Doha          | 4 450 000 | Dur (ext.)      | 1/2 finale    | Katarina Srebotnik | Květa Peschke Rennae Stubbs       | 6-3, 2-6, [10-4] | Parcours |

## Parcours aux Jeux olympiques

### En simple dames
| # | Date       | Nom de l'olympiade           | Surface    | Résultat        | Ultime adversaire  | Score     |          |
| - | ---------- | ---------------------------- | ---------- | --------------- | ------------------ | --------- | -------- |
| 1 | 23/07/1996 | Olympic Tennis Event Atlanta | Dur (ext.) | 3e tour (1/8)   | Jana Novotná       | 6-3, 6-4  | Parcours |
| 2 | 19/09/2000 | Olympic Tennis Event Sydney  | Dur (ext.) | 1er tour (1/32) | Jelena Dokić       | 6-0, 7-61 | Parcours |
| 3 | 15/08/2004 | Olympic Tennis Event Athènes | Dur (ext.) | 1/4 de finale   | Alicia Molik       | 6-3, 6-4  | Parcours |
| 4 | 11/08/2008 | Olympic Tennis Event Pékin   | Dur (ext.) | 1er tour (1/32) | Daniela Hantuchová | 6-2, 7-5  | Parcours |

### En double dames
| # | Date       | Nom de l'olympiade           | Surface    | Résultat                 | Partenaire      | Ultimes adversaires                   | Score         |          |
| - | ---------- | ---------------------------- | ---------- | ------------------------ | --------------- | ------------------------------------- | ------------- | -------- |
| 1 | 23/07/1996 | Olympic Tennis Event Atlanta | Dur (ext.) | 1er tour (1/16)          | Kyoko Nagatsuka | Jill Hetherington Patricia Hy         | 7-62, 6-1     | Parcours |
| 2 | 19/09/2000 | Olympic Tennis Event Sydney  | Dur (ext.) | 2e tour (1/8)            | Nana Miyagi     | Benjamas Sangaram Tamarine Tanasugarn | 2-6, 7-5, 6-2 | Parcours |
| 3 | 15/08/2004 | Olympic Tennis Event Athènes | Dur (ext.) | 4e place (petite finale) | Shinobu Asagoe  | Paola Suárez · Patricia Tarabini      | 6-3, 6-0      | Parcours |
| 4 | 11/08/2008 | Olympic Tennis Event Pékin   | Dur (ext.) | 2e tour (1/8)            | Ayumi Morita    | Serena Williams Venus Williams        | 7-5, 6-2      | Parcours |

## Parcours en Fed Cup
| #                                                                 | Date       | Lieu                | Surface         | Gagnante(s)                      | Perdante(s)                       | Score               |          |
|                                                                   |            |                     |                 |                                  |                                   |                     |          |
| 1995 - 1/4 de finale (groupe mondial) - Allemagne - Japon - 4 : 1 |            |                     |                 |                                  |                                   |                     |          |
| 1                                                                 | 22/04/1995 | Fribourg-en-Brisgau | Terre (ext.)    | Kimiko Date Ai Sugiyama          | Meike Babel Barbara Rittner       | 6-2, 6-1            | Parcours |
|                                                                   |            |                     |                 |                                  |                                   |                     |          |
| 1995 - Barrage (groupe mondial I) - Japon - Canada - 5 : 0        |            |                     |                 |                                  |                                   |                     |          |
| 2                                                                 | 22/07/1995 | Gifu                | Moquette (int.) | Kyoko Nagatsuka Ai Sugiyama      | Jill Hetherington Rene Simpson    | 5-7, 6-3, 6-4       | Parcours |
|                                                                   |            |                     |                 |                                  |                                   |                     |          |
| 1996 - 1/4 de finale (groupe mondial) - Japon - Allemagne - 3 : 2 |            |                     |                 |                                  |                                   |                     |          |
| 3                                                                 | 27/04/1996 | Tokyo               | Dur (int.)      | Kyoko Nagatsuka Ai Sugiyama      | Steffi Graf Anke Huber            | 4-6, 6-3, 6-3       | Parcours |
|                                                                   |            |                     |                 |                                  |                                   |                     |          |
| 1996 - 1/2 finale (groupe mondial) - Japon - États-Unis - 0 : 5   |            |                     |                 |                                  |                                   |                     |          |
| 4                                                                 | 13/07/1996 | Nagoya              | Moquette (int.) | Monica Seles                     | Ai Sugiyama                       | 6-2, 6-2            | Parcours |
| 4                                                                 | 13/07/1996 | Nagoya              | Moquette (int.) | Lindsay Davenport                | Ai Sugiyama                       | 7-68, 7-5           | Parcours |
| 4                                                                 | 13/07/1996 | Nagoya              | Moquette (int.) | Lindsay Davenport Linda Wild     | Kyoko Nagatsuka Ai Sugiyama       | 6-2, 6-1            | Parcours |
|                                                                   |            |                     |                 |                                  |                                   |                     |          |
| 1997 - 1/4 de finale (groupe mondial) - Japon - France - 1 : 4    |            |                     |                 |                                  |                                   |                     |          |
| 5                                                                 | 01/03/1997 | Tokyo               | Dur (int.)      | Nathalie Tauziat                 | Ai Sugiyama                       | 4-6, 7-5, 6-4       | Parcours |
| 5                                                                 | 01/03/1997 | Tokyo               | Dur (int.)      | Ai Sugiyama                      | Mary Pierce                       | 7-5, 6-77, 6-4      | Parcours |
|                                                                   |            |                     |                 |                                  |                                   |                     |          |
| 1997 - Barrage (groupe mondial I) - États-Unis - Japon - 5 : 0    |            |                     |                 |                                  |                                   |                     |          |
| 6                                                                 | 12/07/1997 | Chestnut Hill       | Dur (ext.)      | Mary Joe Fernández               | Ai Sugiyama                       | 4-6, 6-2, 6-2       | Parcours |
| 6                                                                 | 12/07/1997 | Chestnut Hill       | Dur (ext.)      | Lindsay Davenport                | Ai Sugiyama                       | 6-4, 7-61           | Parcours |
|                                                                   |            |                     |                 |                                  |                                   |                     |          |
| 1998 - Barrage (groupe mondial II) - Corée du Sud - Japon - 1 : 4 |            |                     |                 |                                  |                                   |                     |          |
| 7                                                                 | 25/07/1998 | Séoul               | Terre (ext.)    | Ai Sugiyama                      | Choi Ju-yeon                      | 6-1, 6-1            | Parcours |
| 7                                                                 | 25/07/1998 | Séoul               | Terre (ext.)    | Ai Sugiyama                      | Kim Eun-ha                        | 6-4, 7-5            | Parcours |
|                                                                   |            |                     |                 |                                  |                                   |                     |          |
| 1999 - Barrage (groupe mondial II) - Pays-Bas - Japon - 2 : 1     |            |                     |                 |                                  |                                   |                     |          |
| 8                                                                 | 21/07/1999 | Amsterdam           | Dur (ext.)      | Kristie Boogert                  | Ai Sugiyama                       | 2-6, 6-3, 6-2       | Parcours |
| 8                                                                 | 21/07/1999 | Amsterdam           | Dur (ext.)      | Manon Bollegraf Caroline Vis     | Shinobu Asagoe Ai Sugiyama        | 4-6, 7-63, 6-3      | Parcours |
|                                                                   |            |                     |                 |                                  |                                   |                     |          |
| 1999 - Barrage (groupe mondial II) - Japon - Slovénie - 2 : 1     |            |                     |                 |                                  |                                   |                     |          |
| 9                                                                 | 22/07/1999 | Amsterdam           | Dur (ext.)      | Ai Sugiyama                      | Katarina Srebotnik                | 6-1, 6-2            | Parcours |
| 9                                                                 | 22/07/1999 | Amsterdam           | Dur (ext.)      | Shinobu Asagoe Ai Sugiyama       | Tina Križan Katarina Srebotnik    | 6-2, 6-2            | Parcours |
|                                                                   |            |                     |                 |                                  |                                   |                     |          |
| 2003 - Barrage (groupe mondial I) - Japon - Suède - 4 : 1         |            |                     |                 |                                  |                                   |                     |          |
| 10                                                                | 19/07/2003 | Gifu                | Moquette (int.) | Ai Sugiyama                      | Hanna Nooni                       | 6-3, 6-4            | Parcours |
| 10                                                                | 19/07/2003 | Gifu                | Moquette (int.) | Sofia Arvidsson                  | Ai Sugiyama                       | 7-5, 6-1            | Parcours |
|                                                                   |            |                     |                 |                                  |                                   |                     |          |
| 2004 - 1er tour (groupe mondial) - Argentine - Japon - 4 : 1      |            |                     |                 |                                  |                                   |                     |          |
| 11                                                                | 24/04/2004 | Buenos Aires        | Terre (ext.)    | Gisela Dulko                     | Ai Sugiyama                       | 6-3, 6-4            | Parcours |
| 11                                                                | 24/04/2004 | Buenos Aires        | Terre (ext.)    | Paola Suárez                     | Ai Sugiyama                       | 6-74, 6-3, 7-6, ab. | Parcours |
|                                                                   |            |                     |                 |                                  |                                   |                     |          |
| 2006 - 1er tour (groupe mondial II) - Japon - Suisse - 4 : 1      |            |                     |                 |                                  |                                   |                     |          |
| 12                                                                | 22/04/2006 | Tokyo               | Dur (int.)      | Ai Sugiyama                      | Stefanie Vögele                   | 6-2, 4-6, 6-1       | Parcours |
| 12                                                                | 22/04/2006 | Tokyo               | Dur (int.)      | Akiko Morigami Ai Sugiyama       | Timea Bacsinszky Stefania Boffa   | 6-2, 2-6, 6-0       | Parcours |
|                                                                   |            |                     |                 |                                  |                                   |                     |          |
| 2006 - Barrage (groupe mondial I) - Japon - Autriche - 5 : 0      |            |                     |                 |                                  |                                   |                     |          |
| 13                                                                | 15/07/2006 | Tokyo               | Dur (int.)      | Ai Sugiyama                      | Melanie Klaffner                  | 7-5, 6-1            | Parcours |
| 13                                                                | 15/07/2006 | Tokyo               | Dur (int.)      | Shinobu Asagoe Ai Sugiyama       | Melanie Klaffner Barbara Schwartz | 6-3, 1-6, 6-1       | Parcours |
|                                                                   |            |                     |                 |                                  |                                   |                     |          |
| 2007 - 1/4 de finale (groupe mondial) - France - Japon - 5 : 0    |            |                     |                 |                                  |                                   |                     |          |
| 14                                                                | 21/04/2007 | Limoges             | Terre (int.)    | Nathalie Dechy                   | Ai Sugiyama                       | 7-5, 6-1            | Parcours |
| 14                                                                | 21/04/2007 | Limoges             | Terre (int.)    | Tatiana Golovin                  | Ai Sugiyama                       | 7-63, 6-0           | Parcours |
| 14                                                                | 21/04/2007 | Limoges             | Terre (int.)    | Séverine Beltrame Nathalie Dechy | Ayumi Morita Ai Sugiyama          | 6-1, 6-2            | Parcours |
|                                                                   |            |                     |                 |                                  |                                   |                     |          |
| 2008 - Barrage (groupe mondial I) - Japon - France - 1 : 4        |            |                     |                 |                                  |                                   |                     |          |
| 15                                                                | 26/04/2008 | Tokyo               | Dur (int.)      | Virginie Razzano                 | Ai Sugiyama                       | 6-1, 7-5            | Parcours |
| 15                                                                | 26/04/2008 | Tokyo               | Dur (int.)      | Amélie Mauresmo                  | Ai Sugiyama                       | 6-1, 6-4            | Parcours |
| 15                                                                | 26/04/2008 | Tokyo               | Dur (int.)      | Ai Sugiyama Ayumi Morita         | Nathalie Dechy Alizé Cornet       | 6-1, 6-3            | Parcours |
|                                                                   |            |                     |                 |                                  |                                   |                     |          |
| 2009 - 1er tour (groupe mondial II) - Serbie - Japon - 4 : 1      |            |                     |                 |                                  |                                   |                     |          |
| 16                                                                | 07/02/2009 | Belgrade            | Dur (int.)      | Ana Ivanović                     | Ai Sugiyama                       | 6-4, 6-4            | Parcours |
| 16                                                                | 07/02/2009 | Belgrade            | Dur (int.)      | Jelena Janković                  | Ai Sugiyama                       | 6-3, 6-2            | Parcours |
|                                                                   |            |                     |                 |                                  |                                   |                     |          |
| 2009 - Barrage (groupe mondial II) - Pologne - Japon - 3 : 2      |            |                     |                 |                                  |                                   |                     |          |
| 17                                                                | 25/04/2009 | Gdynia              | Terre (ext.)    | Ai Sugiyama                      | Urszula Radwańska                 | 6-3, 6-1            | Parcours |
| 17                                                                | 25/04/2009 | Gdynia              | Terre (ext.)    | Agnieszka Radwańska              | Ai Sugiyama                       | 7-65, 6-1           | Parcours |
| 17                                                                | 25/04/2009 | Gdynia              | Terre (ext.)    | Klaudia Jans Alicja Rosolska     | Ayumi Morita Ai Sugiyama          | 1-6, 6-3, 6-3       | Parcours |

## Classements WTA en fin de saison

### En simple
| Année | 1991 | 1992 | 1993 | 1994 | 1995 | 1996 | 1997 | 1998 | 1999 | 2000 | 2001 | 2002 | 2003 | 2004 | 2005 | 2006 | 2007 | 2008 | 2009 |
| Rang  | 568  | 183  | 142  | 72   | 46   | 28   | 20   | 18   | 24   | 33   | 30   | 24   | 10   | 17   | 30   | 26   | 39   | 31   | 97   |

Source : (en) « Classements de Ai Sugiyama », sur le site officiel du WTA Tour

### En double
| Année | 1991 | 1992 | 1993 | 1994 | 1995 | 1996 | 1997 | 1998 | 1999 | 2000 | 2001 | 2002 | 2003 | 2004 | 2005 | 2006 | 2007 | 2008 |
| Rang  | 704  | 169  | 208  | 53   | 45   | 77   | 25   | 13   | 16   | 2    | 9    | 12   | 3    | 9    | 14   | 12   | 6    | 6    |

Source : (en) « Classements de Ai Sugiyama », sur le site officiel du WTA Tour

## Records et statistiques
Ai Sugiyama détient le record absolu du nombre de tournois du Grand Chelem disputés consécutivement, avec 62 participations entre 1994 et 2009, dépassée depuis par Alizé Cornet.
Elle fut la première joueuse de tennis asiatique (hommes et femmes confondus) à atteindre la première place mondiale en junior (en mai 1991) et par la suite en double (en octobre 2000). Par ailleurs, elle fut la deuxième joueuse asiatique à intégrer le top 10 en simple (en février 2004) dix ans après Kimiko Date.
Lors de l'édition 2003 du tournoi de Scottsdale qui fut largement perturbée par la pluie, la Japonaise réussit l'exploit de remporter quatre matchs de suite au cours d'une même journée pour s'adjuger le titre en simple et en double. À la suite de sa victoire en trois sets en demi-finale (après avoir sauvé trois balles de match face à Alexandra Stevenson), elle remporte dans la foulée, et contre toute attente, la finale du simple en trois sets contre Kim Clijsters. 90 minutes plus tard, Sugiyama et Clijsters enchaînèrent sur la demi-finale du double qu'elles remportèrent, puis sur la finale qu'elles s'adjugèrent en deux sets face à la paire Davenport/Raymond. Au total, Ai Sugiyama aura disputé pas moins de dix sets dans la même journée, pour un total de 6 heures et 18 minutes passées sur le court.